# Kim Myeong-sun
Kim Myeong-sun (en hangeul : 김명순, hanja : 金明淳 ; 20 janvier 1896 - 22 juin 1951) est une romancière et poète coréenne.  

## Biographie
Kim Myeong-sun, connue sous les noms de plume Tansil (탄실;彈實) et Mangyangcho (망양초;望洋草), est née à Pyongyang en 1896. Elle poursuit sa scolarité à l'école de filles Jinmyeong de Séoul dans laquelle elle devient une élève brillante. Elle connait cependant une enfance difficile en subissant les moqueries et les mauvais regards sur sa propre famille : sa mère était une kisaeng. Elle quitte l'école en 1911 et part à Tokyo, au Japon, en 1913 pour étudier dans l'école de filles Kojimachi. Elle ne parvient pas à terminer ses études et revient en Corée pour achever sa scolarité à l'École de filles Sookmyung. En 1919, elle se lie d'amitié avec plusieurs écrivains de son pays autour de cercles littéraires ; elle fait la connaissance notamment de Kim Dong-in. Elle travaille également un temps comme reporter pour le journal Mae-il Sinmun. En 1921, Kim commence à publier ses poèmes, puis s'investit, de 1927 à 1930, dans le cinéma. Elle souffre très vite de problèmes financiers et se voit atteinte de maladie mentale. Certaines sources affirment que sa maladie mentale était due à une histoire d'amour.

## Œuvre
Elle fait ses débuts littéraires en 1917, avec la publication d'une nouvelle intitulée Une fille qui doute (Uisim-ui sonyeo) dans un magazine littéraire nommé Cheongchun (Jeunesse). Avec la publication, en 1921, de sa nouvelle Dindon (Chilmyeonjo), elle gagne alors en réputation notamment pour les portraits psychologiques affûtés de ses personnages. Elle continue de publier au moins jusqu'en 1925. Son travail littéraire n'est pas encore très connu de la critique dans la mesure où les spécialistes ne se sont pas encore beaucoup penchés sur ses récits, comme le note Kim Yung-hee : « nous attendons de mettre au jour ses travaux perdus pour mieux estimer sa position dans la lignée des écrivains femmes dans la littérature moderne coréenne. »

### Romans et nouvelles
- 의문의 소녀, Une fille mystérieuse (1917)
- 칠면조, Dindon (1921)
- 돌아 볼 때, Se souvenir (1924)
- 탄실이와 주영이, Tansil et Juyeong (1924)
- 꿈 묻는 날 밤, La nuit porteuse de rêves (1925)
- 창궁, (蒼穹), La coupole du ciel (1925)
- 손님, L'invité (1926)
- 나는 사랑한다, J'aime (1926)
- 모르는 사람같이, Comme un inconnu (1929)
- 고구려 성을 찾아서, À la recherche du temple Goguryeo (1933)
- 거룩한 노래, Chant sacré
- 동경, (憧憬) Aspiration
- 석공의 노래, Le chant d'un tailleur de pierre
- 시로 쓴 반생기, Mémoires en poésie de la moitié de ma vie
- 언니 오시는 길에, Sur la route qu'emprunte ma sœur
- 옛날의 노래여, Un chant d'autrefois

### Recueil de poèmes
- 생명의 과실 (果實), Les fruits de la vie
- 애인의 선물, Le cadeau de mon fiancé